# Charles Enz
Charles Paul Enz (Zurique, 19 de janeiro de 1925) é um físico suíço.
Enz estudou no Instituto Federal de Tecnologia de Zurique, onde obteve o diploma em 1952, supervisionado por Wolfgang Pauli. Foi depois wissenschaftlicher Assistent de Georg Busch, trabalhando com física do estado sólido, obtendo um doutorado em 1956, orientado por Pauli, com a tese Wechselwirkungskräfte und Renormalisation in der Photonenpaar-Theorie. De 1959 a 1961 esteve no Instituto de Estudos Avançados de Princeton. Foi a partir de 1961 profesor ordinário da Universidade de Neuchâtel e a partir de 1965 da Universidade de Genebra. Em 1963/1964 foi professor convidado da Universidade Cornell.
Enz trabalhou dentre outros com a teoria da física do estado sólido e história da física. Foi coeditor das obras coligidas de seu professor Wolfgang Pauli e editor de suas aulas. Escreveu um artigo sobre as obras científicas de Pauli em The physicists concept of Nature (editado por Jagdish Mehra, 1973) e uma biografia científica de Pauli.
Em 1986 foi eleito fellow da American Physical Society.

## Obras
- Of Matter and Spirit: Selected Essays by Charles P. Enz. World Scientific, Singapore 2009, ISBN 978-981-281-901-7.
- No time to be brief: a scientific biography of Wolfgang Pauli. Oxford University Press, Oxford/New York 2002, ISBN 0-19-856479-1.